# 교황관

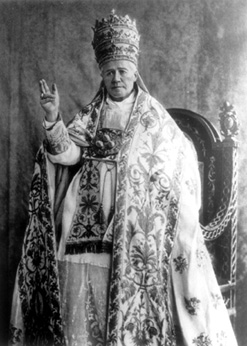
교황관을 쓴 교황 비오 10세의 사진

교황관(敎皇冠, 라틴어: tiara, 이탈리아어: tiara papale)은 삼중관(三重冠, 라틴어: triregnum, 이탈리아어: triregno) 또는 삼층관(三層冠)이라고도 부르며, 기독교의 상징물 중 하나이다. 로마 가톨릭교회에서 교황이 머리에 착용하는 교황 전용 장식관으로 교황의 직권을 상징한다. 8세기부터 20세기 중반까지 사용되었고, 교황 바오로 6세가 재위 초기에 사용한 후 더 이상 사용하지 않았다. 앞이 뾰족한 원형에 꼭대기에 꽂힌 십자가를 정점으로 보석으로 장식한 세 개의 왕관을 층층으로 쌓아 올린 형상을 하고 있다. 오래전부터 성 베드로의 교차한 열쇠와 결합한 모습이 교황의 공식 문장으로 사용되어 왔다.
1143년부터 1963년까지, 교황의 즉위식 때 교황의 머리 위에 교황관을 씌워주는 성대한 대관식을 거행하였으나, 가톨릭 교회의 간소화, 검소 경향이 강해진 후 더 이상은 잘 사용되지 않았다. 교황관의 화려한 외관은 추측건대 동로마 제국과 페르시아 제국에서 사용했던 원통형의 관에서 유래한 듯하다.

## 유래

### 초기 기독교 교회
교황관은 초기 기독교 교회에서 주로 쓰던 평범한 모자에서 유래했다. 이 모자는 천을 머리 위에 뒤집어 씌운 모양으로, 동유럽과 아나톨리아 반도에서 주로 쓰던 것이었다. 교황관과 주교관, 이 둘다 모두 이 모자에서 그 원형을 찾아볼 수 있다.

### 교황관
리넨과 천으로 만들어졌던 교황관은 점차 금속으로 된 왕관의 형식으로 바뀌어갔다. 1300년대 들어, 교황관은 2개의 왕관을 겹쳐놓은 형식으로 만들어졌다. 첫 번째 왕관은 9세기 경, 교황령을 다스리게 되며 자신의 권력을 상징하기 위해 보석과 황금으로 장식하여 만들어졌고, 두 번째 왕관은 교황이 세속적, 영적으로 모두 왕들보다 상위에 위치해 있음을 알리기 위해 덧씌워졌다. 우리가 볼 수 있는 교황관에는 3개의 왕관이 겹쳐 있는데, 이 마지막 3번째 왕관은 교황 클레멘스 5세가 자신의 권위를 더더욱 높이기 위해 추가한 것이다. 이같은 삼중 왕관은, 교황의 절대성과 권력을 높이기 위한 상징적인 의도가 매우 강하게 작용하여 만들어졌다고 보아도 좋을 것이다. 참고로 주교관처럼, 교황관에는 2개의 긴 천이 부착되어 있어 머리 뒤로 길게 늘어뜨리게 되어 있다.
클레멘스 5세가 아비뇽으로 교황청을 옮긴 이후, 후대의 교황들 모두 다양하게 변형된 삼중관 형식의 교황관을 사용하였고, 이 전통은 1963년 바오로 6세까지 계속 이어져 내려왔다.

## 교황관 폐지
교황관은 1300년대부터 1960년대까지 거의 600년 넘게 그 전통을 이어왔다. 교황 바오로 6세가 즉위식에서 보석과 황금 장식이 달려있지 않은, 그저 단순한 모양의 교황관을 착용하며 교황관의 간소화를 추진했다. 결국 제2차 바티칸 공의회가 폐회할 때, 교황이 직접 그의 관을 벗어 제단 앞에 내려놓은 후, 자신의 교황관을 경매에 내놓아 그 돈을 가난한 자들에게 기부하겠다는 뜻을 밝힘으로써 교황관은 역사 속으로 사라지게 되었다. 참고로 바오로 6세의 교황관은 1968년 미국 워싱턴 D.C.에 있는 원죄 없이 잉태되신 성모 국립 대성당에 기증되었다. 그렇지만 바오로 6세가 1975년에 제정한 사도헌장 《로마 교황 선출》(Romano Pontifici Eligendo)의 교황 선출방식에 따르면, 교황관을 완전히 폐지한 것은 아니기 때문에 후임자가 원한다면 언제든지 교황관을 다시 사용할 수 있다고 명시되어 있다. 몇몇 보수적인 기독교인들은 교황의 상징인 교황관을 스스로 내려놓은 자는 더 이상 교황으로 불릴 수 없다며 반발하고 있지만, 많은 대중들은 교회의 장식적인 측면을 해소하려 했다는 점에서 바오로 6세의 행동을 높이 평가하고 있다.
바오로 6세의 후임자인 요한 바오로 1세가 화려한 대관식을 거부하고 교회의 허례허식들을 몰아내고자 하며, 전대 교황을 본받아 교황관을 사용하지 않겠다고 밝혔다. 또한 요한 바오로 1세가 얼마 지나지 않아 임종하고, 그의 뒤를 이은 요한 바오로 2세는 '지금은 교황의 세속적인 권력의 상징물들을 다시 가져올 시대가 아니다'라고 밝히며 그 또한 교황관을 착용하지 않았다.
교황들이 직접 교황관을 쓰진 않지만, 교황관은 여전히 바티칸과 교황의 공식 문장에 등장한다. 그리고 지금은 아니지만, 교황의 개인 문장에도 교황관을 위쪽에 얹어 장식함으로써 술이 달린 모자를 첨부한 다른 고위 성직자들의 문장과 차별성을 두었는데 베네딕토 16세 때부터 이러한 전통이 깨져 교황 문장에서 교황관은 사라지고 주교관이 그 자리를 대신 차지하였다. 하지만 교황의 문장임을 나타내기 위해 주교관에 삼층관을 상징하는 세 개의 금색 줄무늬를 집어넣어 다른 주교관과 구별하도록 하였다. 그래도 성좌와 바티칸 시국의 문장만큼은 여전히 주교관으로 바꾸지 않고 교황관의 사용을 계속 보존하고 있다.

## 디자인

### 교황관의 모습
교황관은 시간이 지나며 약탈되거나 녹여진 게 많아, 현재 남아있는 것은 총 22개에 불과하다. 은빛의 원통형 관 위에 보석과 황금으로 화려하게 장식된 모양을 대체로 띠고 있으며, 세 개의 왕관이 십자가 혹은 나뭇잎 모양을 하여 그 위에 얹혀져 있다. 그리고 대부분의 경우 교황관의 맨 위에 그리스도의 보편성과 위대함을 상징하는 십자가가 꽂혀 있다.
또한 교황관의 뒤에는 2개의 긴 천을 늘어뜨렸는데, 이 천을 황금실로 장식하고 교황의 문장을 박아넣었다.

### 교황관의 무게
현존하는 교황관 중 가장 가벼운 것은 1959년 요한 23세를 위해 만들어진 교황관으로, 약 0.9kg이다. 반면 교황 바오로 6세의 교황관은 무려 4.5kg이나 되며, 가장 무거운 것은 나폴레옹의 대관식 때 사용한 교황관으로 그 무게가 8.2kg이나 된다.
20세기 들어 기술이 발달하며, 새로운 방식으로 교황관을 만들어내기 시작하였으며, 그 무게도 감소하여 900g에 이르게 되었다.

## 사용
교황관은 그 무게도 매우 무겁고, 워낙 화려했기 때문에 웬만한 행사가 아니면 잘 착용하지 않았다. 보통의 행사에서 교황은 다른 주교들처럼 주교관을 썼다.

### 대관식
교황관이 주로 등장하는 예식은 교황 대관식이었다. 무려 6시간에 달하는 이 어마어마한 예식은 호화스럽게 치루어졌으며, 중세 때부터 내려온 교황의 권위를 상징하는 가장 대표적인 예식이었다. 교황 대관식 때 교황의 양 옆에서 사제들이 타조 깃털로 된 부채를 들고 그의 옆을 지켰으며, 주로 성 베드로 대성당에서 치루어졌다.
바오로 6세는 이 예식을 간소화했으며, 요한 바오로 1세는 완전히 없애버렸다. 이 예식은 순전히 상징적인 것이었고, 콘클라베에서 뽑힌 선출자가 이 대관식에서 교황직을 받아들이면, 베드로의 대리인과 로마 주교의 권한을 수락하는 형식이었다. 현재는 대관식이 사라지고, 전례 미사로 이를 대체하였다.

## 삼층관의 상징
지금까지 삼층관이 내포한 의미가 무엇인지에 대한 설명이 무수히 많았지만 그 가운데 어느 것 하나 확실한 것은 없다. 일반적으로 신품권(1층), 교도권(2층), 사목권(3층) 등 교황이 최고사제장으로서 지닌 세 가지 직무를 뜻한다고 보는 의견이 지배적이긴 하지만, ‘군주들의 아버지, 세계의 통치자, 우리의 구세주 예수 그리스도의 대리자’로 해석하는 이들도 있다. 과거 대관미사에서 수석 추기경이 교황의 머리 위에 삼층관을 씌워주는 의식을 거행할 때 다음과 같이 말하기도 하였다:
Accipe thiaram tribus coronis ornatam, et scias te esse Patrem Principum et Regum, Rectorem Orbis, in terra Vicarium Salvatoris Nostri Jesu Christi, cui est honor et gloria in sæcula sæculorum.
(세 개의 관으로 장식한 이 교황관을 쓰는 당신은 임금들의 아버지면서 세계의 길잡이며 끝없이 언제나 영예와 영광을 받으실 우리의 구세주 예수 그리스도의 지상 대리인이라는 것을 명심하십시오.)
또한 요한 바오로 2세가 자신의 즉위 미사 설교에서 모든 신자들이 세례를 통해 그리스도로부터 받은 세 가지 직무로 언급한 ‘사제직, 예언직, 왕직’ 또는 ‘교사, 입법자, 재판관’이라는 주장도 있다. 이 밖에도 ‘지상의 전투적인 교회’, ‘하늘나라에 가기 전에 순교의 고난을 겪는 교회’ 그리고 ‘영원한 보상을 받아 승리를 얻은 교회’라는 주장과 한발 더 나아가 천상과 인간과 지상을 연결하는 교황의 임무를 상징한다는 주장이 있다.

## 이미지

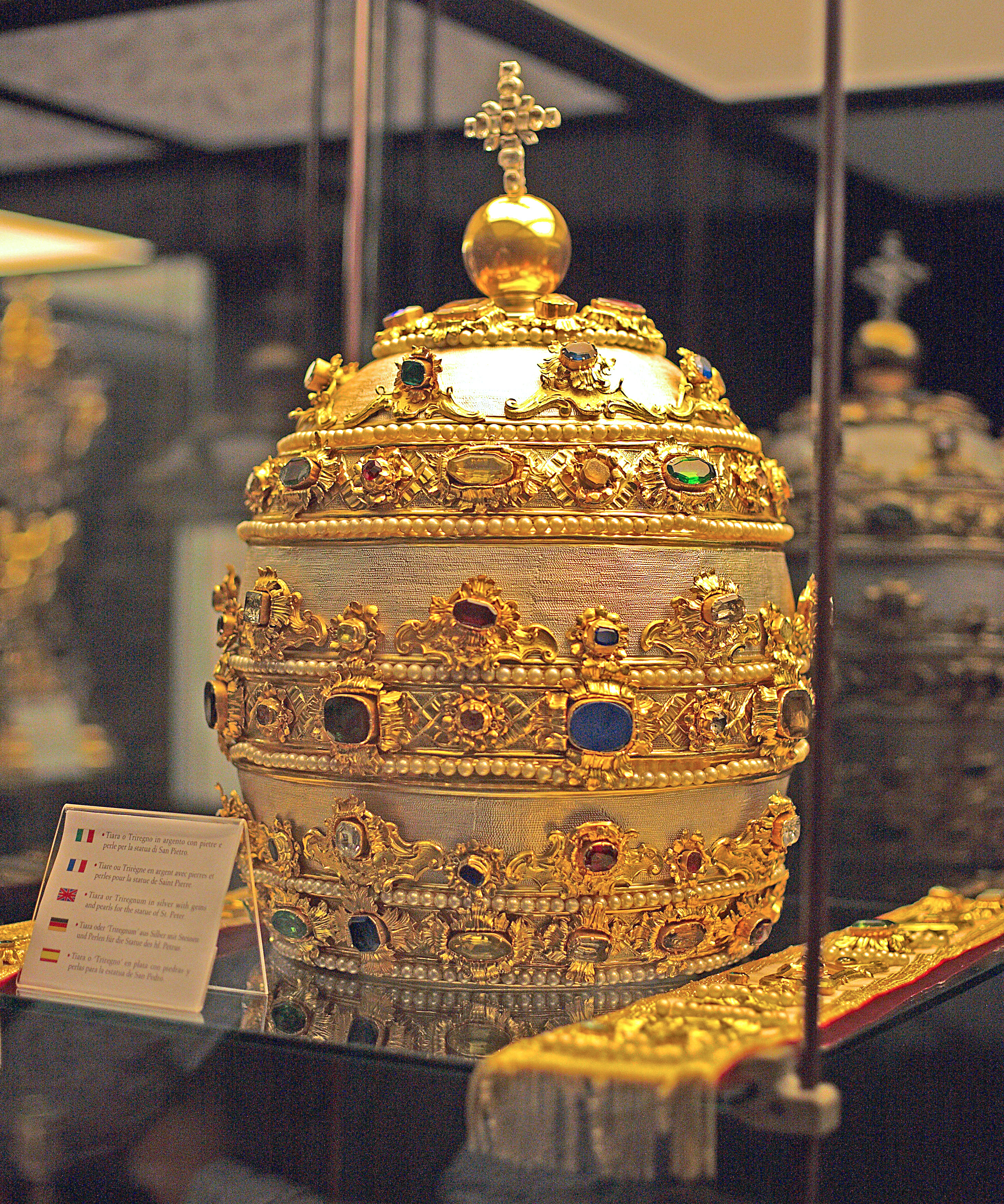
바티칸 성 베드로 청동상에 씌우는 교황관
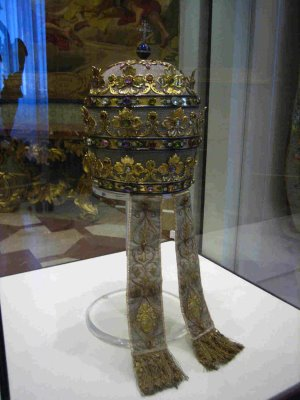
교황 비오 9세의 교황관
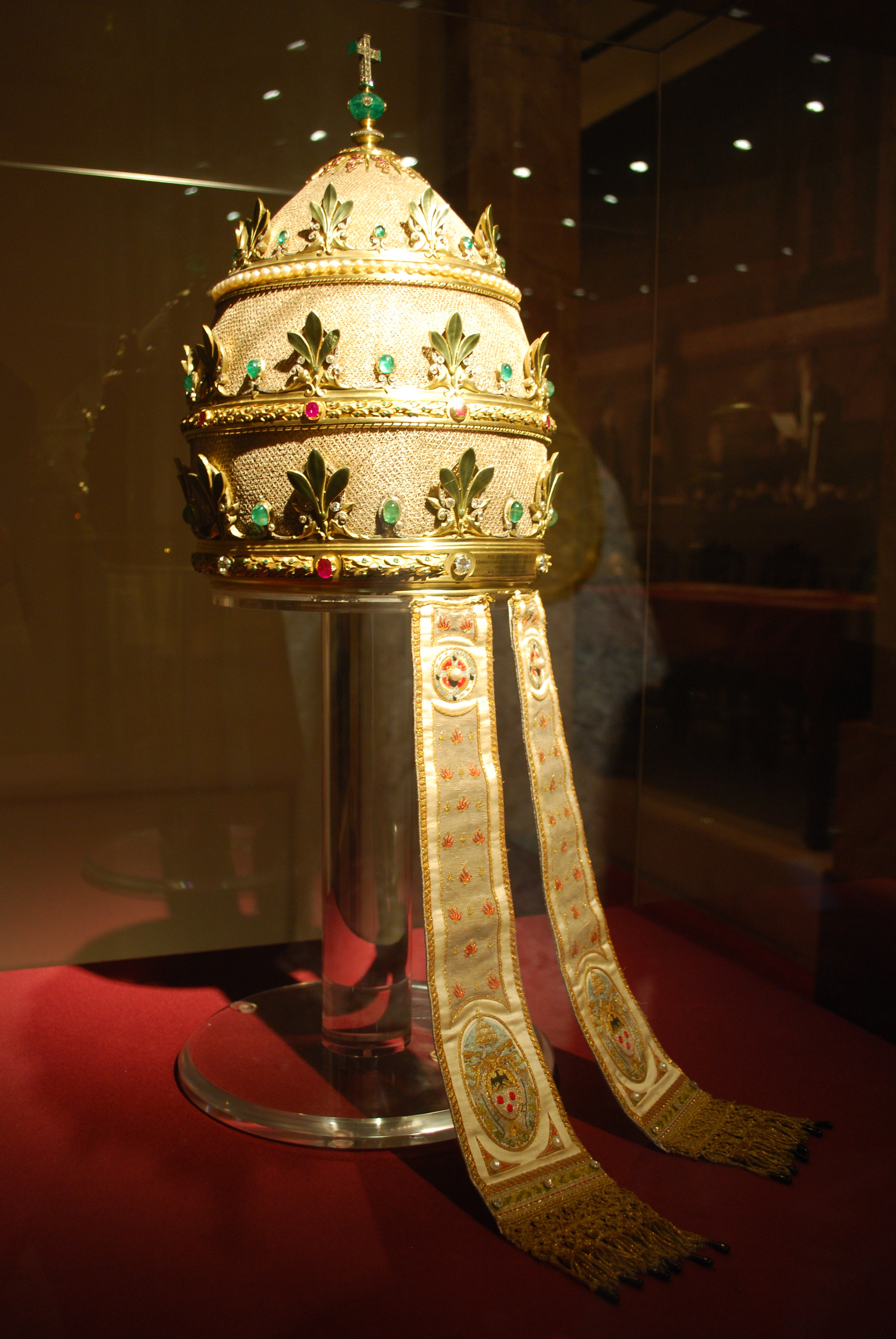
교황 비오 11세의 교황관
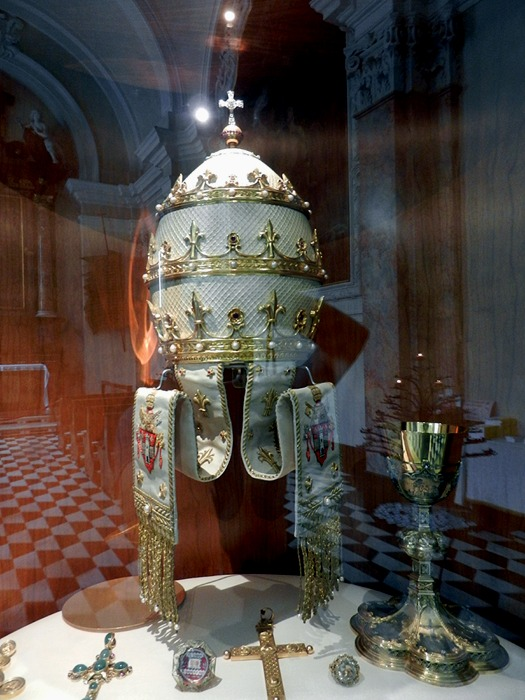
교황 요한 23세의 교황관
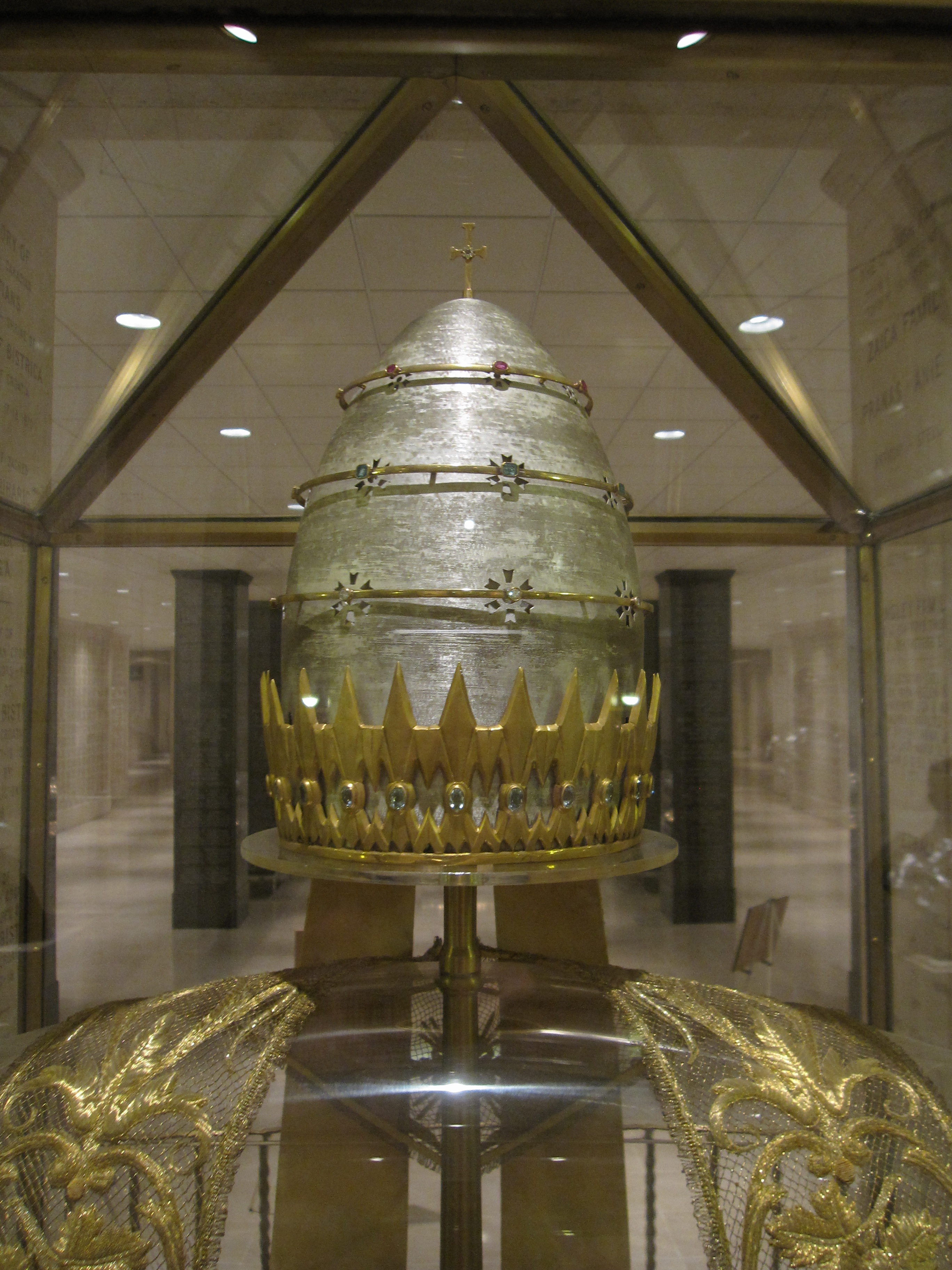
교황 바오로 6세의 교황관
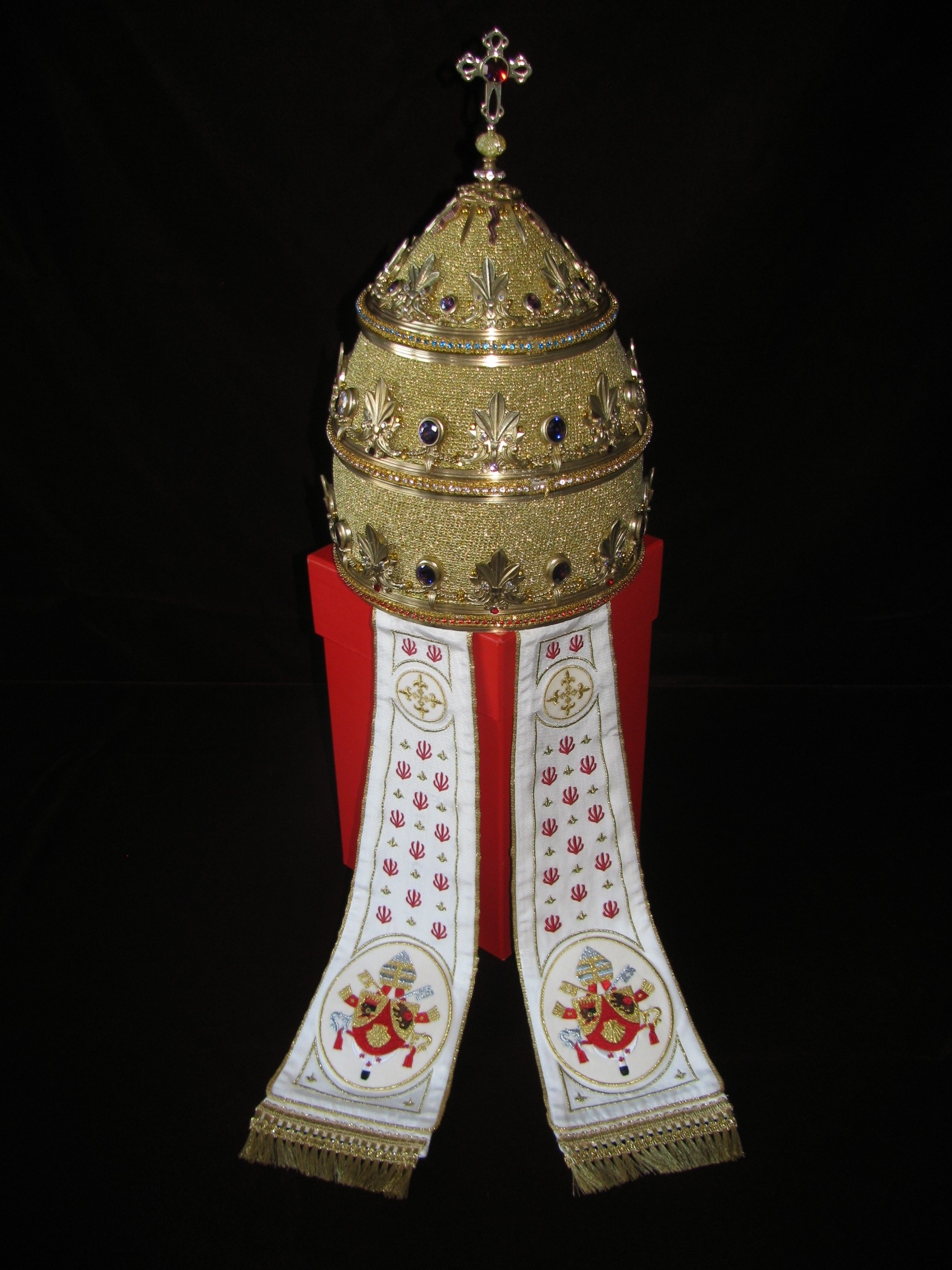
교황 베네딕토 16세의 교황관 (실제로는 사용하지 않음)

## 같이 보기
- 교황
- 성좌